# Prix de Berne 1952
Le Prix de Berne 1952 est une course de voiture de sport qui a eu lieu sur le circuit de Bremgarten le 18 mai 1952 en marge du Grand Prix de Suisse de Formule 1.

## Classement

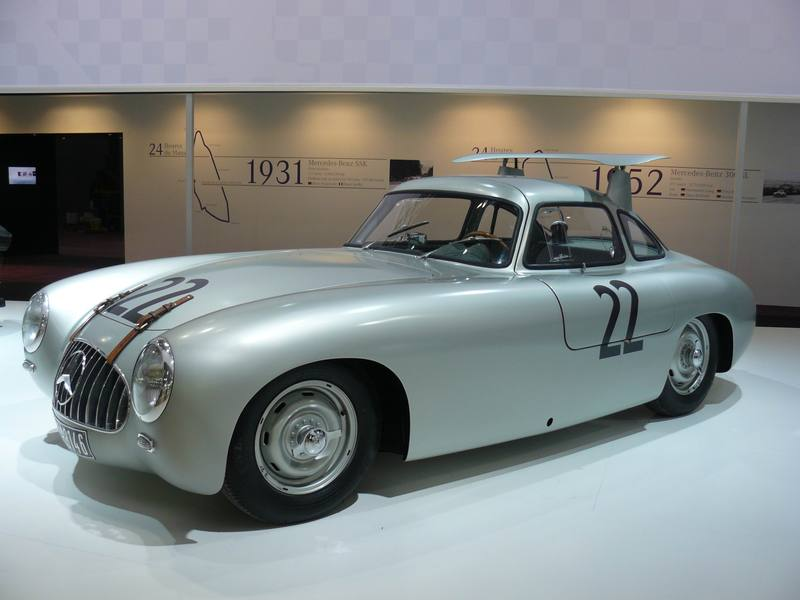
Les Mercedes-Benz W194 signent leur première victoire par un triplé.

Les participants sur fond rose ne sont pas dans la même catégorie que les autres concurrents en raison d'une plus faible cylindrée. Néanmoins leurs cylindrées étant supérieure à 1 500 cm3, ils n'ont pas pu concourir la veille lors du Prix de Bremgarten. Afin d'éviter des accrochages avec les autres concurrents, ces pilotes sont partis une minute après les autres.
| Pos. | no | Pilote                  | Écurie              | Voiture                     | Tours | Temps/Abandon | Grille |
| ---- | -- | ----------------------- | ------------------- | --------------------------- | ----- | ------------- | ------ |
| 1    | 18 | Karl Kling              | Daimler-Benz        | Mercedes-Benz 300 SL (W194) | 18    | 54 min 8 s 4  | 2      |
| 2    | 20 | Hermann Lang            | Daimler-Benz        | Mercedes-Benz 300 SL (W194) | 18    | + 38 s        | 4      |
| 3    | 22 | Fritz Riess             | Daimler-Benz        | Mercedes-Benz 300 SL (W194) | 17    | + 1 tour      | 11     |
| 4    | 12 | Geoff Duke              | Aston Martin        | Aston Martin DB2            | 17    | + 1 tour      | 8      |
| 5    | 14 | Reg Parnell             | Aston Martin        | Aston Martin DB2            | 17    | + 1 tour      | 5      |
| 6    | 6  | Felice Bonetto          | Scuderia Lancia     | Lancia Aurelia B20          | 17    | + 1 tour      | 7      |
| 7    | 8  | Luigi Fagioli           | Scuderia Lancia     | Lancia Aurelia B20          | 16    | + 2 tours     | 6      |
| 8    | 48 | Hans-Karl von Tscharner | Privée              | Ferrari 212 Export          |       |               | 16     |
| 9    | 50 | Kurt Halter             |                     | Veritas                     |       |               | 12     |
| 10   | 50 | Albert Scherrer         |                     | Jaguar XK120                |       |               | 14     |
| 11   | 36 | Camillo Dindo           |                     | Jaguar XK120                |       |               | 15     |
| 12   | 42 | Wilhelm Koren           |                     | Jaguar XK120 Coupé          |       |               | 17     |
| Abd. | 16 | Rudolf Caracciola       | Daimler-Benz        | Mercedes-Benz 300 SL (W194) | 13    | Accident      | 3      |
| Abd. | 16 | Clemente Biondetti      | Privée              | Jaguar Special              | 11    | Moteur        | 9      |
| Abd. |    | Pierre Didisheim        |                     | Cisitalia                   |       |               | 13     |
| Abd. | 10 | Piero Carini            | Scuderia Guastella  | Ferrari 166 MM              |       |               | 10     |
| Abd. | 26 | Willy Daetwyler         | Scuderia Ferrari    | Ferrari 340 America         | 0     | Cardan        | 1      |
| Np.  | 2  | Giovanni Lurani (en)    | Scuderia Ambrosiana | Fiat 8V                     |       | Non partant   |        |
| Np.  | 28 | Jean Eugène Blanc       | Privée              | Talbot-Lago T26C GS         |       | Non partant   |        |

Légende :
- Abd. = Abandon
- Np. = Non partant

## Pole position et record du tour
- Pole position :  Willy Daetwyler (Scuderia Ferrari) en 2 min 55 s 6.
- Meilleur tour en course :  Hermann Lang (Daimler-Benz) en 2 min 56 s 1.

## Tours en tête
- Rudolf Caracciola : 9 tours (1-9)
- Karl Kling : 9 tours (10-18)